# عبدالله دهش
عبدالله دهش یا شیخ عبدالله دهش کرمانی(زاده: ۱ مرداد ۱۲۸۹, در خنامان از توابع شهرستان رفسنجان استان کرمان - درگذشت: ۵ فروردین ۱۳۶۶, در شهر کرمان)، از جمله برجسته‌ترین شاعران و نویسندگان و عارفان کرمان در دوران معاصر می‌باشد. وی جزو مشایخ و سران متصوفه و دراویش سلسله نعمت‌اللهی به‌شمار می‌آمد و برای سالیان مدید (بیش از سی سال) شیخیت خانقاه کرمان را بر عهده داشت.
در عرصه اداری و اجتماعی، وی ضمن تصدی مشاغل اداری مهمی در مالیه(دارایی) و عدلیه(دادگستری) کرمان، از اعضای شاخص و کلیدی دادگستری این استان محسوب می‌شد و از جمله مدت‌ها ریاست دفتر دادگستری و دادگاه‌های استان کرمان را عهده‌دار بود. برخی دیگر از مناصب اداری، فرهنگی و اجتماعی او عبارتند از: مدیریت و سرپرستی کانون تربیتی و پرورشی نونهالان دیلمقانی، ریاست انجمن ادبی کرمان، رياست انجمن تبليغات اسلامي شعبه کرمان كه بعدها به انجمن وحدت اسلامي تغيير نام داد، عضویت و ریاست انجمن ادبی خواجوی کرمانی، عضویت و ریاست هیئت امنای مشتاقیه کرمان، عضویت در هیئت امنای دراویش اداره‌کننده بارگاه شاه نعمت‌الله ولی در ماهان و...، که در هریک از این مشاغل و مناصب منشاء اثرات و خیرات و برکات متعددی بوده‌است.
وی علاوه بر مجموعه اشعاری مشتمل بر بیش از ده هزار بیت در قالب‌های شعری مختلف، و دیوان غزلیاتی مشتمل بر اشعار نغز عاشقانه و عارفانه، آثاری همچون سفرنامه منظوم حج (به نظم) و تذکره شعرای کرمان (به نثر) و چند اثر دیگر نیز، از خود به یادگار گذاشته که اکثریت قریب به اتفاق آن‌ها چاپ و منتشر شده‌اند.
اشعار درج شده بر کاشیکاری زیبای اطراف صحن بزرگ شرقی آرامگاه شاه نعمت‌الله ولی در ماهان کرمان، که توسط یکی از متمولین و ثروتمندان بنام کرمان، امان‌الله خان عامری و در ادامه کار جدش وکیل‌الملک (حاکم نامدار کرمان در عصر ناصرالدین شاه) و در شهریورماه ۱۳۴۳ خورشیدی، تکمیل و احداث شده بود، اثر طبع شیخ عبدالله دهش می‌باشند.

## سالهای نخست زندگی و تحصیلات
عبدالله دهش کرمانی، در سحرگاه اول مرداد ماه سال ۱۲۸۹ خورشیدی، مصادف با ۲۷ شعبان ۱۳۲۹ هجری قمری در قریه گلوسالار از توابع خنامان، شهرستان رفسنجان واقع در استان کرمان به دنیا آمد. پدرش حاج زین العابدین از اخیار روزگار و مردی صادق و با تقوی بود و در علوم قدیمه و ادبیات فارسی تحصیلات داشت. مادرش، معصومه دهش نیز زنی عارفه و نجیب بود که پس از مرگ در صحن مشتاقیه کرمان و در بقعه کناری آرامگاه مشتاقعلیشاه و زیر گنبد شیخ اسمعیل هراتی (یکی از سه گنبد مشتاقیه) به خاک سپرده شد.
عبدالله دهش، در سن شش سالگی روانه مکتب ملااحمد شهربابکی شد و بواسطه نبوغ ذاتی ظرف کمتر از شش ماه مقدمات فارسی و دروس ابتدایی و خواندن تمام قرآن را فراگرفت و با علاقه و جدیت به آموختن علوم ادبی، در نزد پدر و سپس در مکتب همت گماشت. وی سپس به منظور فراگیری اصول صرف و نحو و تفسیر، رهسپار مکتب آخوند میرزااحمد، که از فقها و دانشمندان زمان بود، شد. پس از رحلت آخوند میرزا احمد و تعطیلی مکتب درس او، عبدالله دهش به مکتب شیخ محمد خراسانی راه یافت و چون مقصود خویش را در او نیافت، در طلب تحصیل علم، به جستجوی عالم پرداخت. این مقصود را وی، در محضر و مکتب شیخ عبدالله آموزگار، در منطقه رباط (از توابع کرمان) یافت و در حالیکه تنها ۱۸ سال داشت، ضمن سفر به آن دیار، مقدمات علوم عربی و قسمتی از فقه و اصول را از آن مرد فاضل و دانشمند فراگرفت.
جدای از تحصیلات قدیمه، وی تحصیل علوم جدید را نیز از سال ۱۳۰۷ خورشیدی، در زادگاه خویش، و در مدرسه خنامان آغاز کرد و برای ادامهٔ تحصیلات کلاسیک، در سال ۱۳۰۸، رهسپار شهر کرمان گردید و تحصیلات متداول کلاسیک خویش را در این شهر به انجام رسانید.

## آغاز سیر و سلوک عرفانی
میرزا محمدرضا کرمانی مشهور به «آیت‌الله کرمان» روحانی مشهور کرمان در اواخر عهد قاجار و اوایل عصر پهلوی، که ماجرای به چوب بسته شدن وی در کرمان، از عوامل بسیار مؤثر در بسط و گسترش نهضت مشروطیت در کل ایران محسوب می‌شود، و به لحاظ وجهه عرفانی نیز، از صاحبان وادی معرفت و از اصحاب حال محسوب می‌شد و از جمله سران عرفای منسوب به سلسله نعمت‌الهی به‌شمار می‌آمد، با زین‌العابدین (پدر عبدالله دهش) دوستی و مصاحبت نزدیک و معاشرت خانوادگی داشت. به همین دلیل عبدالله دهش پس از مهاجرت به شهر کرمان، نزد میرزا محمدرضا کرمانی رسید. ارتباط میان عبدالله دهش و آيت‌الله میرزا محمد رضا کرمانی حتی پس از پایان دوران تحصیلات متداول و رهسپار شدن عبدالله دهش به خدمت سربازی (که در آذرماه سال ۱۳۱۰ خورشیدی صورت گرفت)، ادامه یافت و وی موفق شد تا بخشی از عرفان نظری و الهیات دینی و حکمت الهی را نزد وی فرا بگیرد.

## ازدواج و شروع به کار در مشاغل اداری
در سال ۱۳۱۲ خورشیدی و پس از پایان خدمت نظام، عبدالله دهش به زادگاه خویش بازگشت و در همین سال، با بی‌بی معصومه لطفی(دهش) که از اهالی شهر خود او(رضاآباد رفسنجان) و همنام و هم مرام با مادرش بود، ازدواج کرد. وی در خرداد ماه سال ۱۳۱۳ خورشیدی، به استخدام وزارت دارایی (مالیه) درآمد و پس از سه سال خدمت در این اداره، در سال ۱۳۱۶، به وزارت دادگستری (عدلیه) منتقل شد. خدمت او در عدلیه، یک سال در رفسنجان بود و سپس در کرمان به خدمت خویش ادامه داد. وی در همین سال‌ها، به دلیل مشرب عرفانی خویش، علی‌رغم انتخاب برای طی کردن مدرسه عالی قضایی و احراز شغل قضاوت در عدلیه، از این منصب صرفنظر نمود.
چرا که استاد وی، آیت‌الله حاج میرزا محمدرضای کرمانی، قضاوت و داوری بدون اشتباه را، خاص انبیا و اولیا مي دانست و به ميرزا عبدالله توصیه کرد که برای درامان ماندن از آفات این شغل خطیر، از قبول این منصب خودداری ورزد.

## آشنایی با ذوالریاستین و تشرف به فقر نعمت‌اللهی
در سال ۱۳۱۹ خورشیدی، عارف بزرگ معاصر و قطب سلسله نعمت‌اللهی، مرحوم ذوالریاستین شیرازی (مونس علی شاه)، جهت زیارت حضرت شاه نعمت‌الله ولی، سفری به کرمان داشت. در جریان این سفر، عبدالله دهش که برای سال‌ها، حکمت و عرفان نظری را از محضر آیت‌الله کرمانی، آموخته بود، با مشورت و اشارت این روحانی عارف، که خود از دوستان و ارادتمندان حضرت مونس (ذوالریاستین) بود، به خدمت ایشان شتافت و در اندک زمانی مجذوب وی شد و به دست او، سر به سلسله فقر نعمت اللهی سپرد. تاریخ دقیق تشرّف وی به این کسوت بنا به نسخه‌ای خطی از یادداشت‌های خود او، روز دوشنبه نوزدهم اسفندماه سال ۱۳۱۹ خورشیدی بوده و وی در این زمان ۳۰ سال سن داشت.
عبدالله دهش پس از مراوده با مونسعلیشاه و استمرار بر ذکر يونسيه به تلقین ذکر اول، که همان ذکر آفاقی و انفسی است، مفتخر گردید و به فقر نعمت اللهي مشرف شد.
عبدالله دهش پس از دستگیری و تعلیم ذکر انفسی و قلبی و ورود به دایره طریقت توحید نعمت اللهی، تحت نظر پیر طریقت خویش، حضرت مونسعلیشاه نعمت اللهی، با دوام و مواظبت بر ذکر دم و بازدم، به عرفان عملی و سیر و سلوک در وادی تصوف و عرفان پرداخت و تحت تربیت عملی ذوالریاستین شیرازی و در پرتو راهنمایی و توجهات وی و مدد معنوی و نظرش، به ریاضات شرعی و مجاهدات نفسانی و اربعینات سلوکی متعدد پرداخت. در نتیجه این مراتب، وی به فیوضات و فتوحاتی نائل آمد و به سبب آن، ذکر دوم وادی عشق و عرفان را که از تعقیبات نماز می‌باشد، دریافت نمود.

## ادامه کار اداری
عبدالله دهش در ادامه کار اداری خویش، در سال ۱۳۲۰ خورشیدی به مدیریت دفتر دادگاه بخش رسید و ضمن مردمداری و درستکاری و صداقت تمام در انجام وظایف اداری خویش، پیشرفت را آغاز نمود. طوری‌که در سال ۱۳۲۲ خورشیدی و در حالی که ۳۳ سال سن داشت، به سمت ریاست دفتر کل دادگستری و دادگاه‌های استان کرمان منصوب گردید. وی همچنین یک سال بعد و در سال ۱۳۲۳ خورشیدی، و با مشورت و امعان نظر آیت‌الله آقا حاج میرزا محمدرضا کرمانی، از طرف انجمن مرکزی تبلیغات اسلامی در پایتخت، عهده‌دار ریاست انجمن تبلیغات اسلامی در استان کرمان گردید.

## احراز شیخیت خانقاه
کرمان، دل عالم، از جهت طی بخش اعظم دوران زندگی و وجود مرقد حضرت شاه نعمت‌الله ولی در آن و بدان خاطر که رشتهٔ فقر و درویشی بدست فقرا و درویشان این دیار به زمین رفته و در این دیار نشو و نما پیدا کرده‌است، همواره نزد صوفیه، به ویژه صوفیه نعمت اللهی نقش نوعی قبله معنوی را ایفا می‌کرده و شیخوخت خانقاه کرمان، همواره اهمیتی به مراتب بیش از سایر خانقاه‌های سرتاسر دنیا داشته‌است. در زمان ورود عبدالله دهش به کسوت فقر و حضور او در حلقه‌های ذکر و خانقاه‌های درویشان نعمت اللهی، شیخ السالکین اسدالله رشاد، معروف به رئیس‌المتکلمین و ملقب به «بابا»، که از آزادیخواهان و خطیبان بنام کرمان بود، از جانب ذوالریاستین و با لقب طریقتی صفوت علی، شیخیت خانقاه کرمان را عهده‌دار بود. پس از رحلت وی در شهریورماه سال ۱۳۲۳ خورشیدی، سیدضیاءالدین مرشدی، که او نیز از عرفای نامدار کرمان بود، باز هم از جانب ذوالریاستین و با لقب طریقتی وفی علی به عنوان شیخ منطقه کرمان منصوب شد.
بعد از سیدضیاءالدین مرشدی(وفی علی)، عارفی کهنسال و صاحبدل به نام میرزاآقا کرمانی که در خدمت صادق علیشاه اجاق (قطب سلسله نعمت اللهی قبل از مونسعلیشاه ذوالریاستین) به فقر مشرف شده بود و حافظ کل قرآن و ادعیه عرفانی همچون دعای کمیل محسوب می‌شد، از جانب ذوالریاستین به شیخیت خانقاه رسید و لقب نصرت علی یافت. وی نیز در سال ۱۳۲۷ خورشیدی از دنیا رفت و به جای او، سیدعبدالمهدی میرحسینی، با لقب طریقتی حیرت علی، به شیخیت خانقاه نعمت اللهی رسید و مأذون به دستگیری و ارشاد گردید. وی آخرین شیخی بود که توسط ذوالریاستین به این مقام منصوب گردید، چراکه در دوران شیخوخیت او و در ساعت ۹ ونیم بعد از ظهر روز یکشنبه، ۲۴ خردادماه سال ۱۳۳۲ خورشیدی، حاج میرزا عبدالحسین ذوالریاستین شیرازی(مونسعلیشاه)، که تا آن لحظه قطب سلسله دراویش نعمت اللهی به‌شمار می‌آمد، در تهران، خرقه تهی کرد و بنا به وصیت خودش، در خانقاه کرمانشاه به خاک سپرده شد.
به جای ذوالریاستین، داماد و رهرو دیرین او، دکتر جواد نوربخش کرمانی [روانپزشک و استاد نامدار دانشکدهٔ پزشکی دانشگاه تهران، که برای سالیان مدید ریاست گروه روانپزشکی دانشگاه تهران و همچنین ریاست بیمارستان روزبه تهران را بر عهده داشت] با لقب نورعلیشاه بنا به وصیت میرزا عبدالحسین ذوالریاستین مونسعلی شاه به قطبیت این سلسله رسید. دکتر نوربخش، در سال ۱۳۳۵ خورشیدی و پس از مرگ سیدعبدالمهدی میرحسینی(حیرت علی)، عبدالله دهش کرمانی را که تا آن تاریخ، شانزده سال تمام از سیر و سلوک عملی او، و دریافت ذکر سوم طریقتش، که ذکر حیات نام داشت، می‌گذشت، به شیخیت خانقاه نعمت اللهیه کرمان منصوب کرد و لقب فقری و طریقتی مظفر علی را به او اعطا نمود.
دوران شیخیت عبدالله دهش در خانقاه کرمان، دوران رونق و اشتهار این خانقاه و بسط و فزونی سلسله فقر نعمت اللهی و گسترش و تعدد پیروان و رهروان آن به‌شمار می‌آید. از جمله وقایع مهم قابل ذکر در دوران شیخوخت عبدالله دهش، انتقال خانقاه کرمان از محل تکیه مدیرالملک واقع در حوالی مسجد ملک، به محل کنونی آن در حوالی محله قبه سبز کرمان بود که در سال ۱۳۳۸ خورشیدی انجام پذیرفت. لازم به توضیح است که مکان فعلی خانقاه نعمت اللهی در کرمان محل دفن جد اعلای دکتر جواد نوربخش می‌باشد که توسط دکتر جواد نوربخش از ورثه خریداری و با بازسازی آن خانقاه نعمت اللهی در این مکان را احداث نمود. برای اطلاعات بیشتر در مورد خانقاه نعمت اللهی کرمان مراجعه شود به فصلنامه صوفی، شماره ۷۳، انتشارات خانقاه نعمت اللهی در لندن، زمستان ۱۳۸۵

## شروع شاعری و فعالیت در این عرصه
در سال ۱۳۳۵ خورشیدی و به محاذات انتصاب عبدالله دهش به شیخیت خانقاه کرمان، وی (آنطور که در زندگی‌نامه‌های خودنوشت منظوم و منثور خویش نوشته‌است)، بنابر اشاره و اذن پیر و مراد خویش(دکتر جواد نوربخش)، به‌طور رسمی سرودن شعر را آغاز کرد. اشعار عرفانی قوی و کم نظیر او، به سرعت شهره خاص و عام شدند و نام او را بر سر زبان‌ها انداختند، تا بدانجا که در همان سال، از جانب شعرای کرمان به محفل انجمن ادب کرمان وارد شده و به عضویت انجمن خواجوی کرمانی درآمد.
در مردادماه سال ۱۳۳۸ خورشیدی، نخستین مجموعه آثار منظوم او، با عنوان دفتر اول دیوان دهش، با تقریظ و مقدمه استاد فلسفه دانشگاه تهران، ابوالقاسم پورحسینی (ملقب به واصل کرمانی)، توسط انتشارات خانقاه نعمت اللهی تهران، به چاپ رسید. همچنین دومین اثر منظوم او، که رهاورد سفر معنوی و عرفانی او به حج بود، تحت همین عنوان(سفرنامه حج) در سال ۱۳۵۲ خورشیدی طبع و نشر گردید.
اشعار وی، نمونه‌هایی از قوی‌ترین و مستحکمترین، و در عین حال نغزترین و شورانگیزترین منظومه‌های عرفانی و عاشقانه به‌شمار می‌آمدند. وی از شاعران گذشته، به خصوص به حافظ و مولانا و شاه نعمت‌الله ولی و خواجوی کرمانی و وحشی بافقی، علاقه وافر داشت و غالب سروده‌هایش را با الهام از اشعار آن‌ها می‌سرود. وی البته در عرصهٔ شعر آزاد نیز طبع آزمایی نمود و آنطور که خودش در شرح حال خویش (در جلد اول کتاب تذکره شعرای کرمان نوشته‌است)، از شعر آزاد، چهارپاره را برگزید و منظومه‌های بسیاری را در این سبک، خلق نمود.

## سالهای پایانی خدمت و بازنشستگی او
عبدالله دهش، در فاصله سال‌های ۱۳۳۵ تا ۱۳۴۵ خورشیدی، علاوه بر رسیدگی به امور فقرای کرمان و دستگیری از طالبان فقر، در دادگستری(عدلیه) کرمان نیز، در پست رئیس دفتر کل دادگستری، پناه و مأوای تمامی مردم به‌شمار می‌آمد و ضمن رسیدگی به تظلمات مردم و حل امورات قضایی آنان در سریعترین زمان ممکن، مبدل به خدمتگزاری پاک دامان و امانتداری صالح شده بود. به گونه‌ای که شهرت نیک و آوازه عملکرد او، نه فقط در عدلیه کرمان، بلکه در سرتاسر شهر و استان کرمان پیچیده بود و بسیاری از مردم کرمان، برای تمامی امور قضایی و تظلم خواهی‌های خویش، بدون پرداخت کوچکترین حق‌الوکاله و حتی بدون تنظیم شکایت و اظهارنامه و دادخواست، به وی مراجعه می‌کردند و مرشد درویشان و صوفی شهر خویش را، مرجع تمامی خواسته‌های قضایی خویش قرار داده بودند.
بدین ترتیب برای سالیان مدید در کرمان معروف شده بود که بسیاری از دادخواست‌های حقوقی و دعواهای کیفری و پرونده‌های قضایی مردم این استان، قبل از آنکه به یکی از شعب دادگستری ارجاع شوند، بواسطه نفوذ کلام و نَفَس حقّ شیخ عبدالله دهش، با رعایت حق و حقوق طرفین و با نصایح پدرانه وی، به خوشی و خرمی و با رضایت کامل خوانده و شاکی فیصله می‌یابند و همین موضوع برای مدت‌ها، اسباب تعجب قضات و وکلا را در عدلیه استان هشتم(کرمان) برانگیخته بود. در همین ارتباط موارد فراوانی نیز در سوابق پرونده‌های دادگستری کرمان و حافظه پیران این دیار وجود دارد که حکایت از آن دارند که دخالت شیخ عبدالله دهش، در موضوع پرونده‌هایی که در مورد آن‌ها سالیان سال میان طرفین دعوا، جربحث و منازعه وجود داشته و طرفین به هیچ قیمتی حاضر به مصالحه نبوده‌اند، به طرز باورنکردنی و شگفت انگیزی مؤثر واقع می‌شده و شیخ درویشان تنها با کلام و سلوک عارفانه خویش، رضایت و صلاح طرفین چنین دعواهایی را جلب می‌نموده و با عنایت نظر خود، موضوع پرونده را با مهربانی و صلح و مسالمت خاتمه می‌بخشیده‌است.
به هرحال در نهایت، عبدالله دهش در فروردین ماه سال ۱۳۴۵ و پس از سی و سه سال خدمت صوفیانه و صادقانه در مشاغل اداری و در حالیکه نزد عام و خاص به درستی و راستی و شرافت و شهامت و تقوی و دیانت، شهیر و بلندآوازه شده بود، به افتخار بازنشستگی نائل آمد.

## مدیریت و سرپرستی کانون تربیتی نونهالان دیلمقانی
عبدالله دهش، یک ماه پس از بازنشستگی خویش و در اردیبهشت ماه سال ۱۳۴۵ خورشیدی، بنابه درخواست استاندار وقت کرمان، سمت مدیریت و سرپرستی کانون تربیتی نونهالان دیلمقانی، که مؤسسه‌ای عام‌المنفعه برای تربیت و پرورش کودکان بی‌سرپرست کرمان بود، منصوب گردید. وی در این منصب نیز، منشاء خیرات و برکات بسیار شد و ازجمله اسباب زندگی و تحصیل و پیشرفت کودکان یتیم بسیاری را، فراهم نمود.
وی مسئولیت خویش در پرورشگاه کرمان را، همچون منصبی که در زمینه هدایت و ارشاد حق جویان و اداره محافل فقری و مجالس صوفیه داشت، یک تکلیف الهی می‌دانست و به همین دلیل، حقوق و مزایای دریافتی خویش را، تمام و کمال خرج کودکان بی سرپرست پرورشگاه و همین‌طور سایر افراد نیازمند و بی بضاعت می‌نمود.

## تسلط بر علم احضار ارواح
وی همچنین علم احضار ارواح می‌دانست و در انجام این عمل، به گونه‌ای خاص و منحصربه‌فرد و متفاوت از دیگرانی که به این قبیل علوم غریبه می‌پرداختند، عمل می‌کرد. در این مورد نیز موارد گوناگونی پیرامون وی نقل می‌شود که از آن جمله ماجرای مواجه شدن وی با یک درویش اهل پاکستان در محضر قطب سلسله نعمت اللهی، دکتر جواد نوربخش است، که از فرط تکرار به تواتر رسیده‌است. در این واقعه که در جریان یکی از مسافرت‌های دکتر نوربخش به کرمان رخ داده‌است، درویش پاکستانی که سرسپرده فرقه‌ای جز سلسله نعمت اللهیه بوده، در محل خانقاه نعمت اللهی کرمان، نمونه‌هایی از توانایی‌های خود در احضار ارواح افراد مختلف و از جمله ارواح مشاهیر را، به معرض نمایش می‌گذارد. احضار روح افراد توسط این درویش اهل پاکستان، با مدد ابزارهایی چون میز متحرک و آینه و... صورت می‌گرفته و ارواح از طریق حرکت سریع میز یا تکان خوردن اشیاء بر سطح آئینه، حضور خویش را اعلام می‌کرده‌اند.
پس از پایان عملیات محیرالعقول احضار ارواح توسط درویش بیگانه، که با حیرت برخی حضار و تشویق و ستایش آن درویش همراه بوده‌است، گویا وی اسیر غرور که خلاف شأن درویشی است، می‌گردد و از این روی، دکتر جواد نوربخش به عنوان قطب سلسله نعمت اللهی به شیخ عبدالله دهش که حاضر بوده، رخصت می‌دهد که نمونه‌ای از کرامات و توانایی‌های بی‌حد و حصر دراویش نعمت اللهی را به میهمان پاکستانی نشان بدهد. گفته می‌شود که شیخ عبدالله دهش، به سراغ آینه‌ای می‌رود که درویش پاکستانی، حرکت جزئی و مختصر اشیاء بر سطح آن را نشانه حضور روح اعلام می‌کرده و پس از اندکی نگریستن در آن آئینه، در عرض چند ثانیه از درویش پاکستانی و برخی دیگر از حضار می‌خواهد که به آینه بنگرند و سیمای تمامی افرادی را که درویش پاکستانی در همان جلسه، روحشان را با حرکت میز و اشیاء احضار کرده بود، یک به یک در آینه ببینند!!... ظهور این کرامت خارق‌العاده و این حرکت عجیب از شیخ عبدالله دهش، علاوه بر آنکه تحسین و اعجاب بی سابقه حاضران را برمی‌انگیزد، به درویش پاکستانی نیز، درسی بزرگ می‌دهد که دیگر در محضر بزرگان، این گونه اظهار وجود نکند.

## زندگی شخصی
شیخ عبدالله دهش، علی‌رغم مسئولیت‌های اداری و اجتماعی و فرهنگی متعدد خود، به اقتدای حضرت شاه نعمت‌الله ولی و بسیاری دیگر از پیران طریقت و بزرگان مکتب عرفان و تصوف اسلامی [که همواره از بطالت و بیکاری و طفیلی‌گری بیزار بوده‌اند]، و همچنین به سیاق پدر و اجداد خویش، کیمیا را در زراعت و کشاورزی می‌دانست و از این جهت، از سنین نوجوانی خویش، حرفه اصلی خود برای امرار معاش را، در کشاورزی قرار داده بود. از این جهت وی علاوه بر اینکه شخصاً به امور املاک موروثی خود در خنامان رسیدگی می‌کرد، بخش بزرگی از اراضی بایر و لم یزرع صفائیه کرمان را، زیر کشت پسته برد و از این اراضی بیابانی، چندین هکتار بستان باصفا و طراوت در دامنه کوهی بلند با اشجاری سرسبز و هوایی لطیف و آبی روان، پدید آورد.
وی همچنین از تنها همسر خویش، صاحب هشت فرزند (چهار پسر و چهار دختر) گردید که تمامی این فرزندان بعدها تحصیلات عالیه نمودند و در ایران و سایر نقاط جهان [در محل‌های زندگیشان]، افرادی موفق و خوشنام شدند.
معصومه لطفی(دهش)، همسر متدین و مدبر و فداکار او، که در طی ۳۳ سال مشاغل اداری و دولتی و سایر فعالیت‌ها و مناصب عرفانی و فرهنگی و اجتماعی وی، نزدیکترین یار و همراه وی بود، در سال ۱۳۴۶ خورشیدی و در زمانی که در حال مراجعت از زیارت امام هشتم در مشهد مقدس بود، در سانحه تصادف درگذشت و در محل سانحه یعنی شهر یزد، به خاک سپرده شد. بعد از این زن، عبدالله دهش همسر دیگری اختیار نکرد و شخصاً نقش مادری را نیز برای هشت فرزندش بر عهده گرفت.
از جمله فرزندان او، پسر ارشدش، محمد دهش، قابل ذکر می‌باشد، که سالیان مدید شهردار مناطق مختلف تهران، در زمان دکتر غلامرضا نیک پی (شهردار فقید تهران در عصر محمدرضاشاه پهلوی) بود و بواسطه خدمات متعدد وی در بازسازی و عمران مناطق مختلف شهر تهران، نشان درجه یک شهر را، از شخص محمدرضاشاه پهلوی دریافت کرده بود.

## درگذشت
در مهرماه سال ۱۳۶۵ خورشیدی، پزشکان کرمان وی را برای انجام جراحی سرطان به تهران اعزام نمودند.
وی مدتی بعد، به علت پیشرفته بودن سرطان و بی‌آنکه عمل جراحی بر روی او انجام شده باشد، از درمان‌های معمول پزشکی قطع امید کرد و به کرمان بازگشت و علی‌رغم کسالت شدید، در نخستین موعد ممکن در جمع یاران و اخوان خویش در خانقاه نعمت اللهی کرمان حضور یافت.
گرچه شیخ عبدالله(مظفر علی)، در ماه‌های پایانی عمر خویش به‌دلیل کسالت شدید امکان حضور منظم در خانقاه را نداشت، اما جلسات فقری و حلقه‌های ذکر، و از جمله قرائت دعای کمیل در شب‌های جمعه، با تأکید و سفارش او برگزار می‌شد. در دوران خانه نشینی وی، منزل او به صورت میعادگاه دراویش و ارادتمندان سلسله نعمت اللهی درآمده بود و افراد و مشاهیر بسیاری از طبقات اجتماعی مختلف، مکرراً برای دیدار با او می‌رفتند.
وی دو هفته قبل از مرگ خویش در شعری که برای بانوی سالکی از ارادتمندان خویش سروده بود، ضمن صحبت از تاج الرجال صوفیه، رابعه عدویه، اشاراتی به مرگ داشت.
سرانجام، در ظهر روز چهارشنبه ۵ فروردین ماه سال ۱۳۶۶ خورشیدی، برابر با ۲۴ رجب المرجب سال ۱۴۰۷ هجری قمری درگذشت.
پیکر او در نخستین میدان ورودی مسجد صاحب الزمان کرمان، به خاک سپرده شد. مراسم سوگواری او، در تاریخ تصوف کرمان کم نظیر بود، چرا که در ماتم او، و طی مراسم مربوط به تشییع و هفتم و چهلم و سالگرد او و...، به جز اخوان سلسله نعمت اللهی، دراویش دیگر سلاسل فقری، از جمله سلسله قادریه (منسوبین به شیخ عبدالقادر گیلانی)، سلسله نقشبندیه، سلسله ذهبیه، سلسله خاکساریه، سلسله گنابادی، و سلسله صفی علیشاهی و... از اقصی نقاط ایران، در کرمان حضور به هم رسانیده و هر یک به شیوهٔ خویش به سوگواری پرداختند.
شرح احوال، آثار و آراء عرفانی شیخ عبدالله دهش کرمانی، در کتابی تحت عنوان (حکایتی باقی)، به قلم نوه وي دکتر مسعود دهش، فرزند محمد دهش نگاشته شده و توسط انتشارات مرکز کرمان شناسی، به طبع رسیده‌ است. کتاب مذکور پایان نامه دوره کارشناسی ارشد مسعود دهش در رشته تصوف و عرفان اسلامی می باشد و مشتمل بر سیری در تصوف کرمان، از قاجاریه تا دوران معاصر نیز هست. مسعود دهش دانش آموخته دوره دکترای تصوف و عرفان اسلامی و اولین پست دکتری این رشته در ایران می باشد. او موسس مکتب کرمان با حق مالکیت فکری و با محوریت اندیشه های شاه نعمت الله ولی است.

## آثار
آثار طبع و نشر شده:
- دفتر اول دیوان دهش، که با مقدمه دکتر ابوالقاسم پورحسینی (استاد فقید فلسفه در دانشگاه تهران)، و توسط انتشارات خانقاه نعمت اللهی تهران در سال ۱۳۳۵ به طبع و نشر رسیده‌است.
- سفرنامه منظوم حج، مشتمل بر بیش از هفتصد بیت، که رهاورد تشرف او در سال ۱۳۵۲ خورشیدی به خانه خدا(مکه معظمه و مدینه منوره) می‌باشد.
- تذکره شعرای کرمان، که مشتمل بر دو جلد و حاوی سرگذشت و نمونه اشعار جمع کثیری از شاعران کرمان(از قرون نخست هجری تا دوران معاصر) می‌باشد و در سال ۱۳۵۷ و در زمانی‌که عبدالله دهش ریاست انجمن ادبی خواجوی کرمانی را بر عهده داشت، توسط انتشارات اداره کل فرهنگ و هنر وقت استان کرمان چاپ و منتشر گردیده‌است.
- دیوان غزلیات عبدالله دهش کرمانی، که در مهرماه ۱۳۷۰ توسط فرزندان وی و با خط زیبای علیرضا هاشمی نژاد و مقدمه محمد دهش فرزند ارشدش، به چاپ رسیده‌است.

آثار منتشرنشده یا در حال چاپ:
- مجموعه اشعار، یا کلیات دیوان دهش، که مشتمل بر بیش از ده هزار بیت در انواع مختلف (قصاید، مثنوی‌ها، مخمس‌ها، مسمط‌ها، چهارپاره‌ها یا اشعار آزاد و...) می‌باشد.